# AA Anapolina
AA Anapolina is een Braziliaanse voetbalclub uit Anápolis, in de deelstaat Goiás. De aartsrivaal van de club is stadsgenoot Anápolis FC.

## Geschiedenis
De club werd opgericht in 1948 en was de opvolger van Anápolis Sport Club en nam de plaats van deze club over in de staatscompetitie. De club nam enkele keren deel aan de competitie tot 1953. De competitie was meestal vaak enkel toegankelijk voor clubs uit Goiânia, er was ook een stadscompetitie. Vanaf 1962 tot 1969 was de club een vaste waarde in de hoogste divisie. Door financiële problemen fuseerden de drie profteams uit de stad (Anápolis FC, Anapolina en Ipiranga) tot Grêmio Anapolino. De club speelde twee seizoenen in de hoogste divisie maar kreeg nooit de fans op de hand waardoor in 1972 werd de fusie ongedaan gemaakt. Anápolis en Ipiranga keerden terug naar de competitie, maar Anapolina werd terug een amateurclub.
In 1975 namen ze opnieuw het profstatuut aan en keerden ze terug naar de hoogste klasse. In deze tijd mochten ook meerdere clubs per staat aantreden in de nationale Série A. De club nam vier keer deel tussen 1978 en 1984. In 1979 bereikten ze de tweede ronde en in 1982 bereikte de club zelfs de 1/8ste finale om de titel en zorgde ervoor dat Cruzeiro in de groepsfase bleef steken. Thuis won de club met 3-1 van het grote São Paulo en had zo uitzicht op de kwartfinale, maar in São Paulo verloren ze met 4-0. Hierna speelde de club ook nog enkele seizoenen in de Série B tot 1992. Hierna mochten ook niet elk jaar clubs uit iedere staat in de Série B aantreden. In 1998 werd de club derde in de Série C en miste zo net de promotie. In 2000 profiteerde de club van een competitiewijziging. Door onenigheden werd dat jaar geen reguliere competitie gespeeld, maar de Copa João Havelange. Anapolina werd ingedeeld in een groep die qua niveau gelijkstond aan de Série B en eindigde daar bij de laatste zestien waardoor ze het volgende seizoen wel weer in de Série B mochten starten. De club eindigde enkele jaren in de middenmoot en kon zich handhaven tot 2005. Na nog een jaar Série C speelde de club twee jaar geen nationaal voetbal. In 2009 deed de club mee aan de nieuwe Série D maar behaalde geen goed resultaat. Twee jaar later verloren ze in de kwartfinale van Tupi en miste zo net de promotie.
In 2012 degradeerde de club uit de hoogste divisie van de staatscompetitie. Na één seizoen in de tweede klasse promoveerde de club weer en werd derde. In de daaropvolgende Série D verloor de club opnieuw in de kwartfinale, nu van Londrina. Na een middelmatig seizoen volgde in 2016 opnieuw een degradatie, maar ook nu kon de club de afwezigheid tot één seizoen beperken.